# Superliga Brasileira de Voleibol Feminino de 2021–22 - Série A
A Superliga Brasileira de Voleibol Feminino de 2021–22 - Série A foi a 27.ª edição desta competição organizada pela Confederação Brasileira de Voleibol através da Unidade de Competições Nacionais. Também foi a 43.ª edição do Campeonato Brasileiro de Voleibol Feminino, a principal competição entre clubes de voleibol feminino do Brasil. Participaram do torneio doze equipes provenientes de quatro estados brasileiros (São Paulo, Rio de Janeiro, Minas Gerais e Paraná) e do Distrito Federal. Esta edição marcou a volta do público aos ginásios, depois de os jogos da temporada 2020-21 terem acontecido sem público por causa da pandemia de Covid-19.
O Itambé Minas, segundo colocado na fase classificatória, conquistou o título desta edição após vencer as duas primeiras partidas da série "melhor de três" contra o Praia Clube no Ginásio Nilson Nelson. A levantadora do Itambé Minas, Macris Carneiro, foi eleita a MVP da competição.

## Regulamento
A fase classificatória da competição foi disputada por doze equipes em dois turnos. Em cada turno, todos os times jogaram entre si uma única vez. Os jogos do segundo turno foram realizados na mesma ordem do primeiro, apenas com o mando de quadra invertido.
Os oito clubes primeiros colocados se classificaram para os play-offs. Nesta fase, a vitória por 3-0 ou 3-1 garantiu três pontos para o ganhador e nenhum ponto para o perdedor. Já com o placar de 3-2, o ganhador da partida somou dois pontos e o perdedor um. Os dois últimos colocados foram rebaixados para a Série B 2023.
Na seguinte ordem foram os critérios de desempate: número de vitórias, sets average, pontos average; confronto direto (no caso de empate entre duas equipes) e por último sorteio. Os play-offs foram divididos em três fases: quartas de final, semifinais e final.
Nas quartas de final houve um cruzamento entre as equipes com os melhores índices técnicos seguindo a lógica: 1ª x 8ª (A); 2ª x 7ª(B); 3ª x 6ª(C) e 4ª x 5ª(D). Estas jogaram partidas em melhor de 3 (jogos), sendo um mando de campo para cada e o jogo de desempate, caso necessário, no ginásio da equipe com o melhor índice técnico da fase classificatória.
As semifinais foram disputadas pelas equipes que passaram das quartas de final, seguindo a lógica: vencedora do duelo A x vencedora do duelo D; vencedora do duelo B x vencedora do duelo C. Estas jogaram novamente partidas em melhor de 3 (jogos), sendo um mando de campo para cada e o jogo de desempate, caso necessário, no ginásio da equipe com o melhor índice técnico da fase classificatória.
As vencedoras se classificaram para a final, que foi por melhor de 3 jogos, no Ginásio Nilson Nelson, em Brasília. A terceira e a quarta colocações foram definidas pelo melhor índice técnico da fase classificatória.
Os sets do torneio são disputados até 25 pontos com a diferença mínima de dois pontos (com exceção do quinto set, cujo vencedor é a equipe que faz 15 pontos com pelo menos dois de diferença).

## Equipes participantes
Doze equipes participam da Superliga Feminina de 2021/22. São elas:
| Equipe                     | Cidade         | Pos. temporada 2020/21 | Ginásio                          | Capacidade | Títulos | Sesi/Bauru Valinhos Brasília Vôlei Minas Pinheiros Barueri Maringá Praia Clube Osasco Curitiba Vôlei Rio de Janeiro: Sesc RJ Flamengo FluminenseSuperliga Brasileira de Voleibol Feminino de 2021–22 - Série A (Brasil) |
| -------------------------- | -------------- | ---------------------- | -------------------------------- | ---------- | ------- | --- |
| Barueri                    | Barueri        | 6º (Superliga A)       | José Corrêa                      | 5 000      | 0       | Sesi/Bauru Valinhos Brasília Vôlei Minas Pinheiros Barueri Maringá Praia Clube Osasco Curitiba Vôlei Rio de Janeiro: Sesc RJ Flamengo FluminenseSuperliga Brasileira de Voleibol Feminino de 2021–22 - Série A (Brasil) |
| Brasília Vôlei             | Brasília       | 8º (Superliga A)       | Sesi Taguatinga                  | 1 000      | 0       | Sesi/Bauru Valinhos Brasília Vôlei Minas Pinheiros Barueri Maringá Praia Clube Osasco Curitiba Vôlei Rio de Janeiro: Sesc RJ Flamengo FluminenseSuperliga Brasileira de Voleibol Feminino de 2021–22 - Série A (Brasil) |
| Curitiba Vôlei             | Curitiba       | 7º (Superliga A)       | Ginásio do Colégio Positivo      | 1 000      | 0       | Sesi/Bauru Valinhos Brasília Vôlei Minas Pinheiros Barueri Maringá Praia Clube Osasco Curitiba Vôlei Rio de Janeiro: Sesc RJ Flamengo FluminenseSuperliga Brasileira de Voleibol Feminino de 2021–22 - Série A (Brasil) |
| Fluminense                 | Rio de Janeiro | 10º (Superliga A)      | Ginásio da Hebraica              | 1 000      | 2       | Sesi/Bauru Valinhos Brasília Vôlei Minas Pinheiros Barueri Maringá Praia Clube Osasco Curitiba Vôlei Rio de Janeiro: Sesc RJ Flamengo FluminenseSuperliga Brasileira de Voleibol Feminino de 2021–22 - Série A (Brasil) |
| Unilife Maringá            | Maringá        | 1º (Superliga B)       | Ginásio Chico Neto               | 4 800      | 0       | Sesi/Bauru Valinhos Brasília Vôlei Minas Pinheiros Barueri Maringá Praia Clube Osasco Curitiba Vôlei Rio de Janeiro: Sesc RJ Flamengo FluminenseSuperliga Brasileira de Voleibol Feminino de 2021–22 - Série A (Brasil) |
| Itambé Minas               | Belo Horizonte | 1º (Superliga A)       | Arena Minas                      | 3 650      | 4       | Sesi/Bauru Valinhos Brasília Vôlei Minas Pinheiros Barueri Maringá Praia Clube Osasco Curitiba Vôlei Rio de Janeiro: Sesc RJ Flamengo FluminenseSuperliga Brasileira de Voleibol Feminino de 2021–22 - Série A (Brasil) |
| Osasco São Cristóvão Saúde | Osasco         | 3º (Superliga A)       | José Liberatti                   | 4 500      | 5       | Sesi/Bauru Valinhos Brasília Vôlei Minas Pinheiros Barueri Maringá Praia Clube Osasco Curitiba Vôlei Rio de Janeiro: Sesc RJ Flamengo FluminenseSuperliga Brasileira de Voleibol Feminino de 2021–22 - Série A (Brasil) |
| Pinheiros                  | São Paulo      | 9º (Superliga A)       | Henrique Villaboim               | 1 100      | 0       | Sesi/Bauru Valinhos Brasília Vôlei Minas Pinheiros Barueri Maringá Praia Clube Osasco Curitiba Vôlei Rio de Janeiro: Sesc RJ Flamengo FluminenseSuperliga Brasileira de Voleibol Feminino de 2021–22 - Série A (Brasil) |
| Dentil Praia Clube         | Uberlândia     | 2º (Superliga A)       | Arena Praia                      | 3 000      | 1       | Sesi/Bauru Valinhos Brasília Vôlei Minas Pinheiros Barueri Maringá Praia Clube Osasco Curitiba Vôlei Rio de Janeiro: Sesc RJ Flamengo FluminenseSuperliga Brasileira de Voleibol Feminino de 2021–22 - Série A (Brasil) |
| Sesc RJ/Flamengo           | Rio de Janeiro | 5º (Superliga A)       | Ginásio Hélio Maurício           | 1.000      | 12      | Sesi/Bauru Valinhos Brasília Vôlei Minas Pinheiros Barueri Maringá Praia Clube Osasco Curitiba Vôlei Rio de Janeiro: Sesc RJ Flamengo FluminenseSuperliga Brasileira de Voleibol Feminino de 2021–22 - Série A (Brasil) |
| Sesi/Vôlei Bauru           | Bauru          | 4º (Superliga A)       | Panela de Pressão                | 2 000      | 0       | Sesi/Bauru Valinhos Brasília Vôlei Minas Pinheiros Barueri Maringá Praia Clube Osasco Curitiba Vôlei Rio de Janeiro: Sesc RJ Flamengo FluminenseSuperliga Brasileira de Voleibol Feminino de 2021–22 - Série A (Brasil) |
| Country Club Valinhos      | Valinhos       | 2º (Superliga B)       | Vereador Pedro Ezequiel da Silva | 3 500      | 0       | Sesi/Bauru Valinhos Brasília Vôlei Minas Pinheiros Barueri Maringá Praia Clube Osasco Curitiba Vôlei Rio de Janeiro: Sesc RJ Flamengo FluminenseSuperliga Brasileira de Voleibol Feminino de 2021–22 - Série A (Brasil) |

## Fase Classificatória

### Classificação
- Vitória por 3 sets a 0 ou 3 a 1: 3 pontos para o vencedor;
- Vitória por 3 sets a 2: 2 pontos para o vencedor e 1 ponto para o perdedor.
- Não comparecimento, a equipe perde 2 pontos.
- Em caso de igualdade por pontos, os seguintes critérios servem como desempate: número de vitórias, razão de sets e razão de ralis.

|  |                                                       |
|  | (Q) - Equipes classificadas às quartas-de-final.      |
|  | Equipes eliminadas e mantidas para a Série A 2022–23. |
|  | (R) - Equipes rebaixadas para a Série B 2023.         |

|     |                            |     | Jogos | Jogos | Jogos | Resultados | Resultados | Resultados | Resultados | Resultados | Resultados | Sets | Sets | Sets  | Pontos | Pontos | Pontos |
| Pos | Equipe                     | Pts | T     | V     | D     | 3–0        | 3–1        | 3–2        | 2–3        | 1–3        | 0–3        | V    | P    | R     | V      | P      | R      |
| --- | -------------------------- | --- | ----- | ----- | ----- | ---------- | ---------- | ---------- | ---------- | ---------- | ---------- | ---- | ---- | ----- | ------ | ------ | ------ |
| 1   | Dentil Praia Clube         | 58  | 22    | 20    | 2     | 15         | 2          | 3          | 1          | 1          | 0          | 63   | 14   | 4.500 | 1831   | 1453   | 1.260  |
| 2   | Itambé Minas               | 55  | 22    | 18    | 4     | 12         | 3          | 3          | 4          | 0          | 0          | 62   | 21   | 2.952 | 1887   | 1548   | 1.219  |
| 3   | Sesi/Vôlei Bauru           | 49  | 22    | 17    | 5     | 7          | 5          | 5          | 3          | 1          | 1          | 58   | 30   | 1.933 | 1987   | 1831   | 1.085  |
| 4   | Osasco São Cristóvão Saúde | 46  | 22    | 16    | 6     | 8          | 5          | 3          | 1          | 1          | 4          | 51   | 29   | 1.759 | 1838   | 1669   | 1.101  |
| 5   | Sesc RJ/Flamengo           | 45  | 22    | 15    | 7     | 8          | 4          | 3          | 3          | 3          | 1          | 54   | 31   | 1.742 | 1913   | 1724   | 1.110  |
| 6   | Fluminense                 | 36  | 22    | 12    | 10    | 5          | 3          | 4          | 4          | 1          | 5          | 45   | 41   | 1.098 | 1869   | 1856   | 1.007  |
| 7   | Barueri                    | 35  | 22    | 12    | 10    | 8          | 3          | 1          | 0          | 6          | 4          | 42   | 35   | 1.200 | 1755   | 1667   | 1.053  |
| 8   | Pinheiros                  | 24  | 22    | 8     | 14    | 5          | 1          | 2          | 2          | 3          | 9          | 31   | 47   | 0.660 | 1638   | 1748   | 0.937  |
| 9   | Brasília Vôlei             | 16  | 22    | 5     | 17    | 2          | 1          | 2          | 3          | 5          | 9          | 26   | 56   | 0.464 | 1724   | 1901   | 0.907  |
| 10  | Unilife Maringá            | 14  | 22    | 3     | 19    | 1          | 2          | 0          | 5          | 3          | 11         | 22   | 59   | 0.373 | 1628   | 1876   | 0.868  |
| 11  | Country Club Valinhos      | 10  | 22    | 3     | 19    | 2          | 0          | 1          | 2          | 5          | 12         | 18   | 59   | 0.305 | 1493   | 1836   | 0.813  |
| 12  | Curitiba Vôlei             | 8   | 22    | 3     | 19    | 0          | 2          | 1          | 0          | 2          | 17         | 11   | 61   | 0.180 | 1321   | 1775   | 0.744  |

- Atualizado até 19 de Março de 2022

### Turno
- Local: Os times que estão ao lado esquerdo da tabela jogam em casa.

#### 1ª Rodada
| Data       | Hora  |                       | Placar |                  | Set 1 | Set 2 | Set 3 | Set 4 | Set 5 | Total   | Relatório |
| ---------- | ----- | --------------------- | ------ | ---------------- | ----- | ----- | ----- | ----- | ----- | ------- | --------- |
| 28/10/2021 | 17:00 | 'Brasília Vôlei '     | 3–2    | Unilife Maringá  | 21–25 | 25–17 | 22–25 | 25–21 | 15–6  | 108–94  | 108–94    |
| 29/10/2021 | 18:00 | 'Dentil Praia Clube ' | 3–0    | Pinheiros        | 25–13 | 25–15 | 25–19 |       |       | 75–47   | 75–47     |
| 29/10/2021 | 18:30 | 'Itambé Minas '       | 3–0    | Valinhos         | 25–23 | 25–17 | 25–13 |       |       | 75–53   | 75–53     |
| 29/10/2021 | 21:00 | 'Sesi/Vôlei Bauru '   | 3–2    | Sesc RJ/Flamengo | 23–25 | 21–25 | 25–22 | 25–21 | 15–11 | 109–104 | 109–104   |
| 29/10/2021 | 21:00 | 'Barueri '            | 3–0    | Curitiba Vôlei   | 25–7  | 25–12 | 25–8  |       |       | 75–27   | 75–27     |
| 30/10/2021 | 21:30 | 'Osasco '             | 3–2    | Fluminense       | 26–24 | 29–31 | 25–22 | 20–25 | 15–12 | 115–114 | 115–114   |

#### 2ª Rodada
| Data       | Hora  |                       | Placar |                  | Set 1 | Set 2 | Set 3 | Set 4 | Set 5 | Total   | Relatório |
| ---------- | ----- | --------------------- | ------ | ---------------- | ----- | ----- | ----- | ----- | ----- | ------- | --------- |
| 05/11/2021 | 18:00 | 'Barueri '            | 3–0    | Valinhos         | 28–26 | 25–19 | 25–16 |       |       | 78–61   | 78–61     |
| 05/11/2021 | 18:30 | 'Dentil Praia Clube ' | 3–1    | Sesi/Vôlei Bauru | 25–23 | 25–21 | 17–25 | 25–11 |       | 92–80   | 92–80     |
| 05/11/2021 | 19:00 | 'Fluminense '         | 3–2    | Brasília Vôlei   | 25–19 | 23–25 | 30–28 | 22–25 | 16–14 | 116–111 | 116–111   |
| 05/11/2021 | 21:00 | Sesc RJ/Flamengo      | 0–3    | ' Osasco'        | 21–25 | 18–25 | 20–25 |       |       | 59–75   | 59–75     |
| 05/11/2021 | 21:30 | Unilife Maringá       | 0–3    | ' Itambé Minas'  | 15–25 | 14–25 | 12–25 |       |       | 41–75   | 41–75     |
| 06/11/2021 | 21:30 | Curitiba Vôlei        | 0–3    | ' Pinheiros'     | 14–25 | 12–25 | 17–25 |       |       | 43–75   | 43–75     |

#### 3ª Rodada
| Data       | Hora  |                     | Placar |                       | Set 1 | Set 2 | Set 3 | Set 4 | Set 5 | Total  | Relatório |
| ---------- | ----- | ------------------- | ------ | --------------------- | ----- | ----- | ----- | ----- | ----- | ------ | --------- |
| 08/11/2021 | 20:00 | 'Sesi/Vôlei Bauru ' | 3–0    | Curitiba Vôlei        | 25–14 | 25–22 | 28–26 |       |       | 78–62  | 78–62     |
| 09/11/2021 | 17:00 | 'Pinheiros '        | 3–1    | Barueri               | 23–25 | 26–24 | 25–17 | 25–22 |       | 99–88  | 99–88     |
| 09/11/2021 | 18:30 | Brasília Vôlei      | 0–3    | ' Sesc RJ/Flamengo'   | 18–25 | 22–25 | 21–25 |       |       | 61–75  | 61–75     |
| 09/11/2021 | 19:00 | Fluminense          | 2–3    | ' Itambé Minas'       | 12–25 | 25–22 | 25–18 | 24–26 | 10–15 | 96–106 | 96–106    |
| 09/11/2021 | 19:00 | Valinhos            | 0–3    | ' Unilife Maringá'    | 11–25 | 16–25 | 15–25 |       |       | 42–75  | 42–75     |
| 09/11/2021 | 21:00 | Osasco              | 0–3    | ' Dentil Praia Clube' | 19–25 | 21–25 | 22–25 |       |       | 62–75  | 62–75     |

#### 4ª Rodada
| Data       | Hora  |                       | Placar |                     | Set 1 | Set 2 | Set 3 | Set 4 | Set 5 | Total  | Relatório |
| ---------- | ----- | --------------------- | ------ | ------------------- | ----- | ----- | ----- | ----- | ----- | ------ | --------- |
| 12/11/2021 | 16:00 | 'Dentil Praia Clube ' | 3–0    | Brasília Vôlei      | 30–28 | 25–19 | 25–11 |       |       | 80–58  | 80–58     |
| 12/11/2021 | 18:30 | Barueri               | 1–3    | ' Sesi/Vôlei Bauru' | 26–28 | 23–25 | 25–21 | 20–25 |       | 94–99  | 94–99     |
| 12/11/2021 | 19:00 | Curitiba Vôlei        | 0–3    | ' Osasco'           | 14–25 | 17–25 | 19–25 |       |       | 50–75  | 50–75     |
| 12/11/2021 | 19:00 | 'Pinheiros '          | 3–0    | Valinhos            | 25–16 | 25–15 | 25–21 |       |       | 75–52  | 75–52     |
| 12/11/2021 | 19:00 | 'Fluminense '         | 3–0    | Unilife Maringá     | 26–24 | 25–22 | 25–19 |       |       | 76–65  | 76–65     |
| 12/11/2021 | 21:00 | Sesc RJ/Flamengo      | 2–3    | ' Itambé Minas'     | 25–20 | 25–22 | 22–25 | 16–25 | 11–15 | 99–107 | 99–107    |

#### 5ª Rodada
| Data       | Hora  |                     | Placar |                       | Set 1 | Set 2 | Set 3 | Set 4 | Set 5 | Total  | Relatório |
| ---------- | ----- | ------------------- | ------ | --------------------- | ----- | ----- | ----- | ----- | ----- | ------ | --------- |
| 16/11/2021 | 17:00 | Unilife Maringá     | 0–3    | ' Sesc RJ/Flamengo'   | 19–25 | 20–25 | 21–25 |       |       | 60–75  | 60–75     |
| 16/11/2021 | 18:00 | Valinhos            | 0–3    | ' Fluminense'         | 17–25 | 13–25 | 12–25 |       |       | 42–75  | 42–75     |
| 16/11/2021 | 20:30 | 'Osasco '           | 3–1    | Barueri               | 25–19 | 25–21 | 21–25 | 25–16 |       | 96–81  | 96–81     |
| 18/11/2021 | 21:00 | 'Brasília Vôlei '   | 3–0    | Curitiba Vôlei        | 27–25 | 25–20 | 25–9  |       |       | 77–54  | 77– 54    |
| 19/11/2021 | 18:30 | 'Sesi/Vôlei Bauru ' | 3–0    | Pinheiros             | 25–17 | 25–22 | 25–18 |       |       | 75–57  | 75–57     |
| 19/11/2021 | 21:00 | Itambé Minas        | 2–3    | ' Dentil Praia Clube' | 16–25 | 11–25 | 25–20 | 25–23 | 8–15  | 85–108 | 85–108    |

#### 6ª Rodada
| Data       | Hora  |                       | Placar |                     | Set 1 | Set 2 | Set 3 | Set 4 | Set 5 | Total  | Relatório |
| ---------- | ----- | --------------------- | ------ | ------------------- | ----- | ----- | ----- | ----- | ----- | ------ | --------- |
| 23/11/2021 | 16:30 | Curitiba Vôlei        | 0–3    | ' Itambé Minas'     | 8–25  | 20–25 | 20–25 |       |       | 48–75  | 48–75     |
| 23/11/2021 | 17:00 | 'Barueri '            | 3–0    | Brasília Vôlei      | 25–17 | 25–17 | 25–17 |       |       | 75–51  | 75–51     |
| 23/11/2021 | 17:00 | 'Sesi/Vôlei Bauru '   | 3–2    | Valinhos            | 26–28 | 25–22 | 22–25 | 25–14 | 15–9  | 113–98 | 113–98    |
| 23/11/2021 | 19:00 | 'Dentil Praia Clube ' | 3–0    | Unilife Maringá     | 25–15 | 25–19 | 25–21 |       |       | 75–55  | 75–55     |
| 23/11/2021 | 20:00 | Fluminense            | 1–3    | ' Sesc RJ/Flamengo' | 25–18 | 20–25 | 18–25 | 14–25 |       | 77–93  | 77–93     |
| 23/11/2021 | 21:30 | Pinheiros             | 0–3    | ' Osasco'           | 17–25 | 16–25 | 20–25 |       |       | 53–75  | 53–75     |

#### 7ª Rodada
| Data       | Hora  |                   | Placar |                       | Set 1 | Set 2 | Set 3 | Set 4 | Set 5 | Total   | Relatório |
| ---------- | ----- | ----------------- | ------ | --------------------- | ----- | ----- | ----- | ----- | ----- | ------- | --------- |
| 25/11/2021 | 20:00 | Unilife Maringá   | 1–3    | ' Curitiba Vôlei'     | 23–25 | 20–25 | 25–23 | 22–25 |       | 90–98   | 90–98     |
| 26/11/2021 | 16:00 | Valinhos          | 0–3    | ' Sesc RJ/Flamengo'   | 21–25 | 15–25 | 14–25 |       |       | 50–75   | 50–75     |
| 26/11/2021 | 18:30 | 'Itambé Minas '   | 3–0    | Barueri               | 25–16 | 25–23 | 25–20 |       |       | 75–59   | 75–59     |
| 26/11/2021 | 19:00 | Fluminense        | 0–3    | ' Dentil Praia Clube' | 18–25 | 23–25 | 18–25 |       |       | 59–75   | 59–75     |
| 26/11/2021 | 19:00 | 'Brasília Vôlei ' | 3–1    | Pinheiros             | 19–25 | 25–23 | 25–21 | 25–22 |       | 94–91   | 94–91     |
| 26/11/2021 | 21:00 | 'Osasco '         | 3–2    | Sesi/Vôlei Bauru      | 25–22 | 19–25 | 23–25 | 25–21 | 15–9  | 107–102 | 107–102   |

#### 8ª Rodada
| Data       | Hora  |                       | Placar |                  | Set 1 | Set 2 | Set 3 | Set 4 | Set 5 | Total | Relatório |
| ---------- | ----- | --------------------- | ------ | ---------------- | ----- | ----- | ----- | ----- | ----- | ----- | --------- |
| 02/11/2021 | 20:00 | Pinheiros             | 0–3    | ' Itambé Minas'  | 15–25 | 19–25 | 20–25 |       |       | 54–75 | 54–75     |
| 09/12/2021 | 19:00 | 'Barueri '            | 3–0    | Unilife Maringá  | 25–17 | 25–13 | 25–18 |       |       | 75–48 | 75–48     |
| 09/12/2021 | 21:00 | 'Sesi/Vôlei Bauru '   | 3–1    | Brasília Vôlei   | 20–25 | 27–25 | 25–16 | 25–21 |       | 97–87 | 97–87     |
| 10/12/2021 | 18:00 | 'Dentil Praia Clube ' | 3–1    | Sesc RJ/Flamengo | 21–25 | 25–18 | 25–17 | 25–20 |       | 96–80 | 96–80     |
| 10/12/2021 | 19:00 | Curitiba Vôlei        | 0–3    | ' Fluminense'    | 9–25  | 16–25 | 21–25 |       |       | 46–75 | 46–75     |
| 10/12/2021 | 20:00 | 'Osasco '             | 3–1    | Valinhos         | 25–19 | 18–25 | 25–15 | 25–16 |       | 93–75 | 93–75     |

#### 9ª Rodada
| Data       | Hora  |                     | Placar |                       | Set 1 | Set 2 | Set 3 | Set 4 | Set 5 | Total   | Relatório |
| ---------- | ----- | ------------------- | ------ | --------------------- | ----- | ----- | ----- | ----- | ----- | ------- | --------- |
| 02/11/2021 | 21:30 | Valinhos            | 0–3    | ' Dentil Praia Clube' | 20–25 | 8–25  | 20–25 |       |       | 48–75   | 48–75     |
| 06/12/2021 | 20:00 | Itambé Minas        | 2–3    | ' Sesi/Vôlei Bauru'   | 25–18 | 19–25 | 13–25 | 25–17 | 10–15 | 92–100  | 92–100    |
| 14/12/2021 | 18:00 | Unilife Maringá     | 2–3    | ' Pinheiros'          | 17–25 | 22–25 | 27–25 | 25–20 | 13–15 | 104–110 | 104–110   |
| 14/12/2021 | 19:00 | 'Fluminense '       | 3–1    | Barueri               | 22–25 | 25–19 | 26–24 | 32–30 |       | 105–98  | 105–98    |
| 14/12/2021 | 19:00 | 'Sesc RJ/Flamengo ' | 3–0    | Curitiba Vôlei        | 25–14 | 25–19 | 25–19 |       |       | 75–52   | 75–52     |
| 14/12/2021 | 21:00 | Brasília Vôlei      | 2–3    | ' Osasco'             | 25–17 | 25–23 | 15–25 | 19–25 | 20–22 | 104–112 | 104–112   |

#### 10ª Rodada
| Data       | Hora  |                   | Placar |                       | Set 1 | Set 2 | Set 3 | Set 4 | Set 5 | Total  | Relatório |
| ---------- | ----- | ----------------- | ------ | --------------------- | ----- | ----- | ----- | ----- | ----- | ------ | --------- |
| 02/12/2021 | 19:00 | Curitiba Vôlei    | 0–3    | ' Dentil Praia Clube' | 18–25 | 14–25 | 16–25 |       |       | 48–75  | 48–75     |
| 16/12/2021 | 21:00 | Unilife Maringá   | 1–3    | ' Sesi/Vôlei Bauru'   | 16–25 | 23–25 | 25–23 | 14–25 |       | 78–98  | 78–98     |
| 17/12/2021 | 17:00 | 'Brasília Vôlei ' | 3–2    | Valinhos              | 21–25 | 25–22 | 20–25 | 25–14 | 15–13 | 106–99 | 106–99    |
| 17/12/2021 | 18:30 | 'Pinheiros '      | 3–0    | Fluminense            | 25–20 | 25–17 | 25–20 |       |       | 75–57  | 75–57     |
| 17/12/2021 | 19:30 | 'Barueri '        | 3–1    | Sesc RJ/Flamengo      | 25–21 | 25–20 | 18–25 | 25–18 |       | 93–84  | 93–84     |
| 25/02/2022 | 21:00 | Osasco            | 0–3    | ' Itambé Minas'       | 17–25 | 14–25 | 23–25 |       |       | 54–75  | 54–75     |

#### 11ª Rodada
| Data       | Hora  |                     | Placar |                   | Set 1 | Set 2 | Set 3 | Set 4 | Set 5 | Total   | Relatório |
| ---------- | ----- | ------------------- | ------ | ----------------- | ----- | ----- | ----- | ----- | ----- | ------- | --------- |
| 03/12/2021 | 18:30 | 'Itambé Minas '     | 3–0    | Brasília Vôlei    | 25–16 | 25–16 | 25–21 |       |       | 75–53   | 75–53     |
| 20/12/2021 | 20:00 | Unilife Maringá     | 0–3    | ' Osasco'         | 20–25 | 17–25 | 23–25 |       |       | 60–75   | 60–75     |
| 21/12/2021 | 17:30 | Valinhos            | 1–3    | ' Curitiba Vôlei' | 25–22 | 22–25 | 23–25 | 28–30 |       | 98–102  | 98–102    |
| 21/12/2021 | 20:00 | 'Sesc RJ/Flamengo ' | 3–2    | Pinheiros         | 21–25 | 25–17 | 25–22 | 22–25 | 15–9  | 108–98  | 108–98    |
| 21/12/2021 | 21:30 | 'Fluminense '       | 3–2    | Sesi/Vôlei Bauru  | 25–22 | 25–19 | 23–25 | 26–28 | 15–13 | 114–107 | 114–107   |
| 23/12/2021 | 19:00 | Dentil Praia Clube  | 1–3    | ' Barueri'        | 22–25 | 25–23 | 17–25 | 23–25 |       | 87–98   | 87–98     |

### Returno
- Local: Os times que estão ao lado esquerdo da tabela jogam em casa.

#### 1ª Rodada
| Data       | Hora  |                    | Placar |                       | Set 1 | Set 2 | Set 3 | Set 4 | Set 5 | Total   | Relatório |
| ---------- | ----- | ------------------ | ------ | --------------------- | ----- | ----- | ----- | ----- | ----- | ------- | --------- |
| 14/02/2022 | 19:00 | Valinhos           | 1–3    | ' Itambé Minas'       | 18–25 | 25–20 | 12–25 | 13–25 |       | 68–95   | 68–95     |
| 15/02/2022 | 19:30 | 'Fluminense'       | 3–2    | Osasco                | 19–25 | 25–17 | 20–25 | 26–24 | 15–10 | 105–101 | 105–101   |
| 07/01/2022 | 20:00 | 'Unilife Maringá'  | 3–1    | Brasília Vôlei        | 25–19 | 25–16 | 21–25 | 25–23 |       | 96–83   | 96–83     |
| 14/02/2022 | 19:30 | 'Sesc RJ/Flamengo' | 3–2    | Sesi/Vôlei Bauru      | 22–25 | 25–22 | 19–25 | 25–23 | 15–7  | 106–102 | 106–102   |
| 14/01/2022 | 19:30 | Curitiba Vôlei     | 0–3    | ' Barueri'            | 19–25 | 26–28 | 17–25 |       |       | 62–78   | 62–78     |
| 11/01/2022 | 21:30 | Pinheiros          | 0–3    | ' Dentil Praia Clube' | 18–25 | 18–25 | 14–25 |       |       | 50–75   | 50–75     |

#### 2ª Rodada
| Data       | Hora  |                  | Placar |                       | Set 1 | Set 2 | Set 3 | Set 4 | Set 5 | Total  | Relatório |
| ---------- | ----- | ---------------- | ------ | --------------------- | ----- | ----- | ----- | ----- | ----- | ------ | --------- |
| 20/01/2022 | 19:00 | Sesi/Vôlei Bauru | 0–3    | ' Dentil Praia Clube' | 14–25 | 16–25 | 22–25 |       |       | 52–75  | 52–75     |
| 20/01/2022 | 21:00 | Brasília Vôlei   | 2-3    | Fluminense            | 25–16 | 21–25 | 17–25 | 25–23 | 9–15  | 97–104 | 97–104    |
| 21/01/2022 | 17:00 | Valinhos         | 0–3    | ' Barueri'            | 15–25 | 15–25 | 20–25 |       |       | 50–75  | 50–75     |
| 21/01/2022 | 18:30 | 'Itambé Minas'   | 3–0    | Unilife Maringá       | 25–11 | 25–21 | 25–23 |       |       | 75–55  | 75–55     |
| 21/01/2022 | 19:00 | 'Pinheiros'      | 3–0    | Curitiba Vôlei        | 25–16 | 25–22 | 27–25 |       |       | 77–63  | 77–63     |
| 21/01/2022 | 21:00 | 'Osasco '        | 3–1    | Sesc RJ/Flamengo      | 22–25 | 25–20 | 25–18 | 25–20 |       | 97–83  | 97–83     |

#### 3ª Rodada
| Data       | Hora  |                       | Placar |                     | Set 1 | Set 2 | Set 3 | Set 4 | Set 5 | Total | Relatório |
| ---------- | ----- | --------------------- | ------ | ------------------- | ----- | ----- | ----- | ----- | ----- | ----- | --------- |
| 24/01/2022 | 17:00 | Curitiba Vôlei        | 0–3    | ' Sesi/Vôlei Bauru' | 17–25 | 22–25 | 22–25 |       |       | 61–75 | 61–75     |
| 26/02/2022 | 19:30 | 'Barueri '            | 3–0    | Pinheiros           | 25–23 | 25–20 | 25–23 |       |       | 75–66 | 75–66     |
| 24/01/2022 | 21:00 | 'Unilife Maringá '    | 3–1    | Valinhos            | 23–25 | 25–19 | 25–19 | 25–20 |       | 98–83 | 98–83     |
| 25/01/2022 | 19:00 | 'Sesc RJ/Flamengo '   | 3–1    | Brasília Vôlei      | 25–20 | 24–26 | 25–17 | 25–20 |       | 99–83 | 99–83     |
| 25/01/2022 | 19:00 | 'Itambé Minas '       | 3–0    | Fluminense          | 25–17 | 25–18 | 25–17 |       |       | 75–52 | 75–52     |
| 25/01/2022 | 21:30 | 'Dentil Praia Clube ' | 3–0    | Osasco              | 25–22 | 25–22 | 25–19 |       |       | 75–63 | 75–63     |

#### 4ª Rodada
| Data       | Hora  |                     | Placar |                       | Set 1 | Set 2 | Set 3 | Set 4 | Set 5 | Total  | Relatório |
| ---------- | ----- | ------------------- | ------ | --------------------- | ----- | ----- | ----- | ----- | ----- | ------ | --------- |
| 03/02/2022 | 19:00 | 'Valinhos '         | 3–2    | Pinheiros             | 26–28 | 21–25 | 25–20 | 25–13 | 15–10 | 112–96 | 112–96    |
| 03/02/2022 | 19:00 | 'Itambé Minas '     | 3–2    | Sesc RJ/Flamengo      | 26–28 | 25–21 | 18–25 | 25–14 | 15–11 | 109–99 | 109–99    |
| 03/02/2022 | 21:00 | Unilife Maringá     | 1–3    | ' Fluminense'         | 23–25 | 25–23 | 9–25  | 22–25 |       | 79–98  | 79–88     |
| 04/02/2022 | 17:00 | Brasília Vôlei      | 0–3    | ' Dentil Praia Clube' | 17–25 | 26–28 | 20–25 |       |       | 63–78  | 63–78     |
| 04/02/2022 | 19:00 | 'Sesi/Vôlei Bauru ' | 3–0    | Barueri               | 25–17 | 25–22 | 25–20 |       |       | 75–59  | 75–59     |
| 28/02/2022 | 20:00 | 'Osasco '           | 3–1    | Curitiba Vôlei        | 17–25 | 25–18 | 25–12 | 25–18 |       | 92–73  | 92–73     |

#### 5ª Rodada
| Data       | Hora  |                       | Placar |                     | Set 1 | Set 2 | Set 3 | Set 4 | Set 5 | Total  | Relatório |
| ---------- | ----- | --------------------- | ------ | ------------------- | ----- | ----- | ----- | ----- | ----- | ------ | --------- |
| 07/02/2022 | 19:00 | 'Fluminense '         | 3–0    | Valinhos            | 25–22 | 27–25 | 25–20 |       |       | 77–67  | 77–67     |
| 07/02/2022 | 21:00 | 'Dentil Praia Clube ' | 3–2    | Itambé Minas        | 25–20 | 17–25 | 15–25 | 25–21 | 15–10 | 97–101 | 97–101    |
| 08/02/2022 | 17:00 | Curitiba Vôlei        | 0–3    | ' Brasília Vôlei'   | 13–25 | 23–25 | 21–25 |       |       | 57–75  | 57–75     |
| 08/02/2022 | 19:00 | 'Sesc RJ/Flamengo '   | 3–0    | Unilife Maringá     | 25–18 | 25–13 | 25–14 |       |       | 75–45  | 75–45     |
| 08/02/2022 | 19:00 | Barueri               | 1–3    | ' Osasco'           | 19–25 | 20–25 | 25–23 | 22–25 |       | 86–98  | 86–98     |
| 08/02/2022 | 21:00 | Pinheiros             | 0–3    | ' Sesi/Vôlei Bauru' | 18–25 | 22–25 | 21–25 |       |       | 61–75  | 61–75     |

#### 6ª Rodada
| Data       | Hora  |                     | Placar |                       | Set 1 | Set 2 | Set 3 | Set 4 | Set 5 | Total  | Relatório |
| ---------- | ----- | ------------------- | ------ | --------------------- | ----- | ----- | ----- | ----- | ----- | ------ | --------- |
| 10/02/2022 | 19:00 | Valinhos            | 1–3    | ' Sesi/Vôlei Bauru'   | 15–25 | 21–25 | 25–23 | 18–25 |       | 79–98  | 79–98     |
| 11/02/2022 | 19:00 | 'Itambé Minas '     | 3–0    | Curitiba Vôlei        | 25–19 | 25–13 | 25–11 |       |       | 75–43  | 75–43     |
| 11/02/2022 | 19:00 | Brasília Vôlei      | 1–3    | ' Barueri'            | 16–25 | 27–25 | 21–25 | 20–25 |       | 84–100 | 84–100    |
| 11/02/2022 | 19:00 | Unilife Maringá     | 0–3    | ' Dentil Praia Clube' | 12–25 | 21–25 | 19–25 |       |       | 52–75  | 52–75     |
| 11/02/2022 | 20:00 | 'Osasco '           | 3–0    | Pinheiros             | 25–17 | 25–17 | 25–22 |       |       | 75–56  | 75–56     |
| 11/02/2022 | 21:00 | 'Sesc RJ/Flamengo ' | 3–0    | Fluminense            | 25–11 | 25–18 | 25–19 |       |       | 75–48  | 75–48     |

#### 7ª Rodada
| Data       | Hora  |                       | Placar |                 | Set 1 | Set 2 | Set 3 | Set 4 | Set 5 | Total   | Relatório |
| ---------- | ----- | --------------------- | ------ | --------------- | ----- | ----- | ----- | ----- | ----- | ------- | --------- |
| 17/02/2022 | 17:00 | 'Pinheiros '          | 3–0    | Brasília Vôlei  | 25–17 | 25–22 | 25–14 |       |       | 75–53   | 75–53     |
| 17/02/2022 | 19:00 | 'Curitiba Vôlei '     | 3–0    | Unilife Maringá | 26–28 | 15–25 | 25–19 | 29–27 | 16–14 | 111–113 | 111–113   |
| 17/02/2022 | 21:00 | 'Sesc RJ/Flamengo '   | 3–0    | Valinhos        | 25–9  | 26–24 | 25–21 |       |       | 76–54   | 76–54     |
| 18/02/2022 | 17:00 | Barueri               | 0–3    | ' Itambé Minas' | 21–25 | 16–25 | 23–25 |       |       | 60–75   | 60–75     |
| 18/02/2022 | 19:00 | 'Dentil Praia Clube ' | 3–2    | Fluminense      | 25–18 | 23–25 | 25–20 | 23–25 | 15–13 | 111–101 | 111–101   |
| 18/02/2022 | 21:00 | 'Sesi/Vôlei Bauru '   | 3–0    | Osasco          | 25–22 | 25–20 | 25–22 |       |       | 75–64   | 75–64     |

#### 8ª Rodada
| Data       | Hora  |                     | Placar |                     | Set 1 | Set 2 | Set 3 | Set 4 | Set 5 | Total   | Relatório |
| ---------- | ----- | ------------------- | ------ | ------------------- | ----- | ----- | ----- | ----- | ----- | ------- | --------- |
| 21/02/2022 | 19:00 | 'Itambé Minas '     | 3–1    | Pinheiros           | 25–17 | 22–25 | 25–16 | 25–16 |       | 97–74   | 97–74     |
| 22/02/2022 | 17:00 | Unilife Maringá     | 2–3    | ' Barueri'          | 21–25 | 25–27 | 25–19 | 25–20 | 5–15  | 101–106 | 101–106   |
| 22/02/2022 | 19:00 | Brasília Vôlei      | 1–3    | ' Sesi/Vôlei Bauru' | 19–25 | 22–25 | 25–20 | 20–25 |       | 86–95   | 86–95     |
| 22/02/2022 | 19:00 | Valinhos            | 0–3    | ' Osasco'           | 23–25 | 20–25 | 15–25 |       |       | 58–75   | 58–75     |
| 22/02/2022 | 19:00 | 'Fluminense '       | 3–0    | Curitiba Vôlei      | 25–16 | 22–25 | 25–17 | 25–21 |       | 97–79   | 97–79     |
| 22/02/2022 | 21:00 | 'Sesc RJ/Flamengo ' | 3–2    | Dentil Praia Clube  | 27–25 | 25–20 | 20–25 | 18–25 | 15–12 | 105–107 | 105–107   |

#### 9ª Rodada
| Data       | Hora  |                       | Placar |                     | Set 1 | Set 2 | Set 3 | Set 4 | Set 5 | Total   | Relatório |
| ---------- | ----- | --------------------- | ------ | ------------------- | ----- | ----- | ----- | ----- | ----- | ------- | --------- |
| 03/03/2022 | 17:00 | Curitiba Vôlei        | 0–3    | ' Sesc RJ/Flamengo' | 11–25 | 13–25 | 15–25 |       |       | 39–75   | 39–75     |
| 03/03/2022 | 21:00 | 'Barueri '            | 3–0    | Fluminense          | 25–15 | 25–15 | 25–21 |       |       | 75–51   | 75–51     |
| 04/03/2022 | 17:00 | 'Dentil Praia Clube ' | 3–0    | Valinhos            | 25–23 | 25–12 | 25–15 |       |       | 75–50   | 75–50     |
| 04/03/2022 | 19:00 | 'Sesi/Vôlei Bauru '   | 3–2    | Itambé Minas        | 17–25 | 25–17 | 25–22 | 18–25 | 15–9  | 100–98  | 100–98    |
| 04/03/2022 | 19:00 | 'Pinheiros '          | 3–2    | Unilife Maringá     | 25–23 | 23–25 | 25–22 | 24–26 | 15–10 | 112–106 | 112–106   |
| 04/03/2022 | 21:00 | 'Osasco '             | 3–0    | Brasília Vôlei      | 25–22 | 25–21 | 25–19 |       |       | 75–62   | 75–62     |

#### 10ª Rodada
| Data       | Hora  |                       | Placar |                 | Set 1 | Set 2 | Set 3 | Set 4 | Set 5 | Total | Relatório |
| ---------- | ----- | --------------------- | ------ | --------------- | ----- | ----- | ----- | ----- | ----- | ----- | --------- |
| 07/03/2022 | 19:00 | 'Sesc RJ/Flamengo '   | 3–1    | Barueri         | 21–25 | 25–18 | 25–17 | 25–22 |       | 96–82 | 96–82     |
| 07/03/2022 | 21:00 | 'Sesi/Vôlei Bauru '   | 3–0    | Unilife Maringá | 25–20 | 25–20 | 25–20 |       |       | 75–60 | 75–60     |
| 08/03/2022 | 17:00 | 'Valinhos '           | 3–0    | Brasília Vôlei  | 25–23 | 29–27 | 25–23 | –     | –     | 79–73 | 79–73     |
| 08/03/2022 | 19:00 | 'Fluminense '         | 3–0    | Pinheiros       | 25–22 | 25–17 | 25–18 |       |       | 75–57 | 75–57     |
| 08/03/2022 | 19:00 | 'Itambé Minas '       | 3–1    | Osasco          | 25–11 | 29–27 | 16–25 | 25–20 |       | 95–83 | 95–83     |
| 08/03/2022 | 21:00 | 'Dentil Praia Clube ' | 3–0    | Curitiba Vôlei  | 25–11 | 25–16 | 25–20 |       |       | 75–47 | 75–47     |

#### 11ª Rodada
| Data       | Hora  |                     | Placar |                       | Set 1 | Set 2 | Set 3 | Set 4 | Set 5 | Total  | Relatório |
| ---------- | ----- | ------------------- | ------ | --------------------- | ----- | ----- | ----- | ----- | ----- | ------ | --------- |
| 18/03/2022 | 21:00 | 'Osasco '           | 3–0    | Unilife Maringá       | 25–9  | 25–20 | 26–24 |       |       | 76–53  | 76–53     |
| 18/03/2022 | 21:00 | Curitiba Vôlei      | 0–3    | ' Valinhos'           | 12–25 | 22–25 | 22–25 |       |       | 56–75  | 56–75     |
| 18/03/2022 | 18:30 | Pinheiros           | 1–3    | ' Sesc RJ/Flamengo'   | 21–25 | 25–21 | 13–25 | 21–25 |       | 80–96  | 80–96     |
| 18/03/2022 | 21:00 | 'Sesi/Vôlei Bauru ' | 3–2    | Fluminense            | 25–20 | 21–25 | 21–25 | 25–21 | 15–6  | 107–97 | 107–97    |
| 18/03/2022 | 21:00 | Barueri             | 0–3    | ' Dentil Praia Clube' | 18–25 | 15–25 | 16–25 |       |       | 49–75  | 49–75     |
| 18/03/2022 | 21:00 | Brasília Vôlei      | 0–3    | ' Itambé Minas'       | 22–25 | 19–25 | 14–25 |       |       | 55–75  | 55–75     |

## Playoffs
|  | Quartas de final         | Quartas de final         | Quartas de final         | Quartas de final         | Quartas de final         |                  |                    | Semifinais      | Semifinais      | Semifinais      | Semifinais      | Semifinais      |  |  | Final            | Final              | Final            | Final            | Final            | Final            | Final            |
|  | 25 de março a 2 de abril | 25 de março a 2 de abril | 25 de março a 2 de abril | 25 de março a 2 de abril | 25 de março a 2 de abril |                  |                    | 8 a 15 de abril | 8 a 15 de abril | 8 a 15 de abril | 8 a 15 de abril | 8 a 15 de abril |  |  | 22 a 29 de abril | 22 a 29 de abril   | 22 a 29 de abril | 22 a 29 de abril | 22 a 29 de abril | 22 a 29 de abril | 22 a 29 de abril |
|  |                          |                          |                          |                          |                          |                  |                    |                 |                 |                 |                 |                 |  |  |                  |                    |                  |                  |                  |                  |                  |
|  | 1°                       | Dentil Praia Clube       | 3                        | 3                        |                          |                  |                    |                 |                 |                 |                 |                 |  |  |                  |                    |                  |                  |                  |                  |                  |
|  | 8°                       | Pinheiros                | 0                        | 0                        |                          |                  |                    |                 |                 |                 |                 |                 |  |  |                  |                    |                  |                  |                  |                  |                  |
|  | 8°                       | Pinheiros                | 0                        | 0                        |                          | 1º               | Dentil Praia Clube | 0               | 3               | 3               |                 |                 |  |  |                  |                    |                  |                  |                  |                  |                  |
|  |                          |                          |                          |                          |                          | 1º               | Dentil Praia Clube | 0               | 3               | 3               |                 |                 |  |  |                  |                    |                  |                  |                  |                  |                  |
|  |                          | 5º                       | Sesc RJ/Flamengo         | 3                        | 2                        | 1                |                    |                 |                 |                 |                 |                 |  |  |                  |                    |                  |                  |                  |                  |                  |
|  | 4°                       | 5º                       | Sesc RJ/Flamengo         | 3                        | 2                        | 1                | Osasco             | 3               | 0               | 1               |                 |                 |  |  |                  |                    |                  |                  |                  |                  |                  |
|  | 4°                       |                          |                          |                          |                          |                  | Osasco             | 3               | 0               | 1               |                 |                 |  |  |                  |                    |                  |                  |                  |                  |                  |
|  | 5°                       | Sesc RJ/Flamengo         | 0                        | 3                        | 3                        |                  |                    |                 |                 |                 |                 |                 |  |  |                  |                    |                  |                  |                  |                  |                  |
|  |                          |                          |                          |                          |                          |                  |                    |                 |                 |                 |                 |                 |  |  | 1º               | Dentil Praia Clube | 1                | 1                |                  |                  |                  |
|  |                          |                          | 2º                       | Itambé Minas             | 3                        | 3                |                    |                 |                 |                 |                 |                 |  |  |                  |                    |                  |                  |                  |                  |                  |
|  | 2º                       | Itambé Minas             | 3                        | 3                        |                          |                  |                    |                 |                 |                 |                 |                 |  |  |                  |                    |                  |                  |                  |                  |                  |
|  | 7°                       | Barueri                  | 1                        | 2                        |                          |                  |                    |                 |                 |                 |                 |                 |  |  |                  |                    |                  |                  |                  |                  |                  |
|  | 7°                       | Barueri                  | 1                        | 2                        |                          | 2º               | Itambé Minas       | 3               | 3               |                 |                 |                 |  |  |                  |                    |                  |                  |                  |                  |                  |
|  |                          |                          |                          |                          |                          | 2º               | Itambé Minas       | 3               | 3               |                 |                 |                 |  |  |                  |                    |                  |                  |                  |                  |                  |
|  |                          | 3º                       | Sesi/Vôlei Bauru         | 1                        | 1                        |                  |                    |                 |                 |                 |                 |                 |  |  |                  |                    |                  |                  |                  |                  |                  |
|  | 3º                       | 3º                       | Sesi/Vôlei Bauru         | 1                        | 1                        | Sesi/Vôlei Bauru | 3                  | 3               |                 |                 |                 |                 |  |  |                  |                    |                  |                  |                  |                  |                  |
|  | 3º                       |                          |                          |                          |                          | Sesi/Vôlei Bauru | 3                  | 3               |                 |                 |                 |                 |  |  |                  |                    |                  |                  |                  |                  |                  |
|  | 6º                       | Fluminense               | 0                        | 1                        |                          |                  |                    |                 |                 |                 |                 |                 |  |  |                  |                    |                  |                  |                  |                  |                  |

### Quartas de final
1º Jogo
| Data   | Hora  |                  | Placar |                    | Set 1 | Set 2 | Set 3 | Set 4 | Set 5 | Total  | Relatório |
| ------ | ----- | ---------------- | ------ | ------------------ | ----- | ----- | ----- | ----- | ----- | ------ | --------- |
| 25 mar | 18:30 | Pinheiros        | 0–3    | Dentil Praia Clube | 21–25 | 21–25 | 21–25 |       |       | 63–75  | Relatório |
| 25 mar | 21:00 | Osasco           | 3–0    | Sesc RJ/Flamengo   | 29–27 | 25–18 | 25–21 |       |       | 79–66  | Relatório |
| 26 mar | 19:00 | Itambé Minas     | 3–1    | Barueri            | 25–15 | 27–29 | 25–22 | 25–23 |       | 102–89 | Relatório |
| 26 mar | 21:30 | Sesi/Vôlei Bauru | 3–0    | Fluminense         | 25–22 | 25–19 | 25–20 |       |       | 75–61  | Relatório |

2º Jogo
| Data   | Hora  |                    | Placar |                  | Set 1 | Set 2 | Set 3 | Set 4 | Set 5 | Total  | Relatório |
| ------ | ----- | ------------------ | ------ | ---------------- | ----- | ----- | ----- | ----- | ----- | ------ | --------- |
| 28 mar | 19:00 | Dentil Praia Clube | 3–0    | Pinheiros        | 25–21 | 25–16 | 25–17 |       |       | 75–54  | Relatório |
| 28 mar | 21:30 | Sesc RJ/Flamengo   | 3–0    | Osasco           | 26–24 | 26–24 | 25–14 |       |       | 77–62  | Relatório |
| 29 mar | 19:00 | Barueri            | 2–3    | Itambé Minas     | 25–22 | 25–22 | 20–25 | 19–25 | 4–15  | 93–109 | Relatório |
| 29 mar | 21:30 | Fluminense         | 1–3    | Sesi/Vôlei Bauru | 15–25 | 20–25 | 25–22 | 19–25 |       | 79–97  | Relatório |

3º Jogo
| Data  | Hora  |        | Placar |                  | Set 1 | Set 2 | Set 3 | Set 4 | Set 5 | Total | Relatório |
| ----- | ----- | ------ | ------ | ---------------- | ----- | ----- | ----- | ----- | ----- | ----- | --------- |
| 1 abr | 21:00 | Osasco | 1–3    | Sesc RJ/Flamengo | 26–28 | 18–25 | 25–13 | 20–25 |       | 89–91 | Relatório |

### Semifinais
1º Jogo
| Data  | Hora  |                    | Placar |                  | Set 1 | Set 2 | Set 3 | Set 4 | Set 5 | Total | Relatório |
| ----- | ----- | ------------------ | ------ | ---------------- | ----- | ----- | ----- | ----- | ----- | ----- | --------- |
| 8 abr | 18:30 | Dentil Praia Clube | 0–3    | Sesc RJ/Flamengo | 23–25 | 29–31 | 22–25 |       |       | 74–81 | Relatório |
| 8 abr | 21:00 | Itambé Minas       | 3–1    | Sesi/Vôlei Bauru | 23–25 | 25–23 | 25–17 | 25–20 |       | 98–85 | Relatório |

2º Jogo
| Data   | Hora  |                  | Placar |                    | Set 1 | Set 2 | Set 3 | Set 4 | Set 5 | Total  | Relatório |
| ------ | ----- | ---------------- | ------ | ------------------ | ----- | ----- | ----- | ----- | ----- | ------ | --------- |
| 12 abr | 19:00 | Sesc RJ/Flamengo | 2–3    | Dentil Praia Clube | 25–21 | 21–25 | 25–21 | 15–25 | 12–15 | 98–107 | Relatório |
| 13 abr | 21:00 | Sesi/Vôlei Bauru | 1–3    | Itambé Minas       | 25–21 | 12–25 | 22–25 | 19–25 |       | 78–96  | Relatório |

3º Jogo
| Data   | Hora  |                    | Placar |                  | Set 1 | Set 2 | Set 3 | Set 4 | Set 5 | Total | Relatório |
| ------ | ----- | ------------------ | ------ | ---------------- | ----- | ----- | ----- | ----- | ----- | ----- | --------- |
| 15 abr | 18:30 | Dentil Praia Clube | 3–1    | Sesc RJ/Flamengo | 18–25 | 26–24 | 25–12 | 25–17 |       | 94–78 | Relatório |

### Final
1º Jogo
| Data   | Hora  |                    | Placar |              | Set 1 | Set 2 | Set 3 | Set 4 | Set 5 | Total | Relatório |
| ------ | ----- | ------------------ | ------ | ------------ | ----- | ----- | ----- | ----- | ----- | ----- | --------- |
| 22 abr | 21:00 | Dentil Praia Clube | 1–3    | Itambé Minas | 18–25 | 22–25 | 25–22 | 22–25 |       | 87–97 | Relatório |

2º Jogo
| Data   | Hora  |              | Placar |                    | Set 1 | Set 2 | Set 3 | Set 4 | Set 5 | Total | Relatório |
| ------ | ----- | ------------ | ------ | ------------------ | ----- | ----- | ----- | ----- | ----- | ----- | --------- |
| 29 abr | 21:00 | Itambé Minas | 3–1    | Dentil Praia Clube | 26–24 | 18–25 | 25–15 | 25–17 |       | 94–81 | Relatório |

## Premiações
| Superliga 2021/2022              |
| Minas Gerais                     |
| -------------------------------- |
| Itambé Minas Campeão (5° título) |

### Seleção da Superliga
As atletas, técnico(a) e árbitro(a) que se destacaram individualmente foram:
| Posição                         | Jogadora           | Equipe           |
| ------------------------------- | ------------------ | ---------------- |
| MVP                             | Macris Carneiro    | Itambé Minas     |
| Melhor Oposta                   | Nia Reed           | Sesi/Vôlei Bauru |
| 1ª Melhor Ponteira              | Peña               | Sesc RJ/Flamengo |
| 2ª Melhor Ponteira              | Neriman Özsoy      | Itambé Minas     |
| 1ª Melhor Central               | Thaísa             | Itambé Minas     |
| 2ª Melhor Central               | Carol              | Praia Clube      |
| Melhor Levantadora              | Macris Carneiro    | Itambé Minas     |
| Melhor Líbero                   | Camila Brait       | Osasco           |
| MVP da Final (Troféu VivaVôlei) | Kisy               | Itambé Minas     |
| Craque da Galera                | Carol              | Praia Clube      |
| Melhor Técnico                  | Nicola Negro       | Itambé Minas     |
| Melhor Árbitro                  | Rogério Espicalsky |                  |

## Classificação final
| Posição           | Equipe                | Classificação/rebaixamento    |
| ----------------- | --------------------- | ----------------------------- |
| Medalha de ouro   | Itambé Minas          | Superliga 2022/2023 - Série A |
| Medalha de prata  | Praia Clube           | Superliga 2022/2023 - Série A |
| Medalha de bronze | Sesi/Vôlei Bauru      | Superliga 2022/2023 - Série A |
| 4                 | SESC/Flamengo         | Superliga 2022/2023 - Série A |
| 5                 | Osasco                | Superliga 2022/2023 - Série A |
| 6                 | Fluminense            | Superliga 2022/2023 - Série A |
| 7                 | Barueri               | Superliga 2022/2023 - Série A |
| 8                 | Pinheiros             | Superliga 2022/2023 - Série A |
| 9                 | Brasília Vôlei        | Superliga 2022/2023 - Série A |
| 10                | Unilife Maringá       | Superliga 2022/2023 - Série A |
| 11                | Country Club Valinhos | Série B 2023                  |
| 12                | Curitiba Vôlei        | Série B 2023                  |

## Estatísticas
| Rank | Jogadoras         | Clubes             | Pontos |
| ---- | ----------------- | ------------------ | ------ |
| 1    | Nia Reed          | Sesi/Vôlei Bauru   | 461    |
| 2    | Tifanny           | Osasco             | 416    |
| 3    | Yonkaira Peña     | Sesc RJ/Flamengo   | 415    |
| 4    | Arianne Tolentino | Brasília Vôlei     | 379    |
| 5    | Lorrayna          | Barueri            | 354    |
| 6    | Brayelin Martínez | Dentil Praia Clube | 337    |
| 7    | Anne Buijs        | Dentil Praia Clube | 326    |
| 8    | Neriman Özsoy     | Itambé Minas       | 320    |
| 9    | Edinara Brancher  | Vôlei Bauru        | 311    |
| 10   | Carol             | Dentil Praia Clube | 298    |

| Rank | Jogadoras        | Clubes             | Pontos |
| ---- | ---------------- | ------------------ | ------ |
| 1    | Carol            | Dentil Praia Clube | 124    |
| 2    | Mayany Souza     | Sesi/Vôlei Bauru   | 88     |
| 3    | Lays Freitas     | Fluminense         | 83     |
| 4    | Thaísa           | Itambé Minas       | 81     |
| 5    | Diana Duarte     | Barueri            | 76     |
| 6    | Lara Nobre       | Fluminense         | 73     |
| 7    | Fabiana          | Osasco             | 68     |
| 8    | Jineiry Martínez | Dentil Praia Clube | 66     |
| 9    | Lorena Viezel    | Barueri            | 65     |
| 10   | Juciely          | Sesc RJ/Flamengo   | 64     |

| - Atualizado até 23 Abril 2022 \| Rank \| Jogadoras \| Clubes \| Pontos \| \| ---- \| ----------------- \| ------------------ \| ------ \| \| 1 \| Carla Santos \| Osasco \| 32 \| \| 2 \| Carol \| Dentil Praia Clube \| 31 \| \| 3 \| Milka Silva \| Sesc RJ/Flamengo \| 26 \| \| 4 \| Pri Daroit \| Itambé Minas \| 25 \| \| 5 \| Thaísa \| Itambé Minas \| 24 \| \| 5 \| Nia Reed \| Sesi/Vôlei Bauru \| 24 \| \| 7 \| Carolina Leite \| Pinheiros \| 23 \| \| 8 \| Dani Lins \| Sesi/Vôlei Bauru \| 22 \| \| 9 \| Arianne Tolentino \| Brasília Vôlei \| 21 \| \| 9 \| Michelle Pavão \| Osasco \| 21 \| Pontos marcados no saque ace \| Fonte: CBV |                   |                    |        |
| Rank | Jogadoras         | Clubes             | Pontos |
| 1 | Carla Santos      | Osasco             | 32     |
| 2 | Carol             | Dentil Praia Clube | 31     |
| 3 | Milka Silva       | Sesc RJ/Flamengo   | 26     |
| 4 | Pri Daroit        | Itambé Minas       | 25     |
| 5 | Thaísa            | Itambé Minas       | 24     |
| 5 | Nia Reed          | Sesi/Vôlei Bauru   | 24     |
| 7 | Carolina Leite    | Pinheiros          | 23     |
| 8 | Dani Lins         | Sesi/Vôlei Bauru   | 22     |
| 9 | Arianne Tolentino | Brasília Vôlei     | 21     |
| 9 | Michelle Pavão    | Osasco             | 21     |